# Extra (Coop)

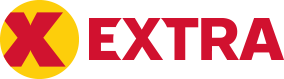
Extra's logga

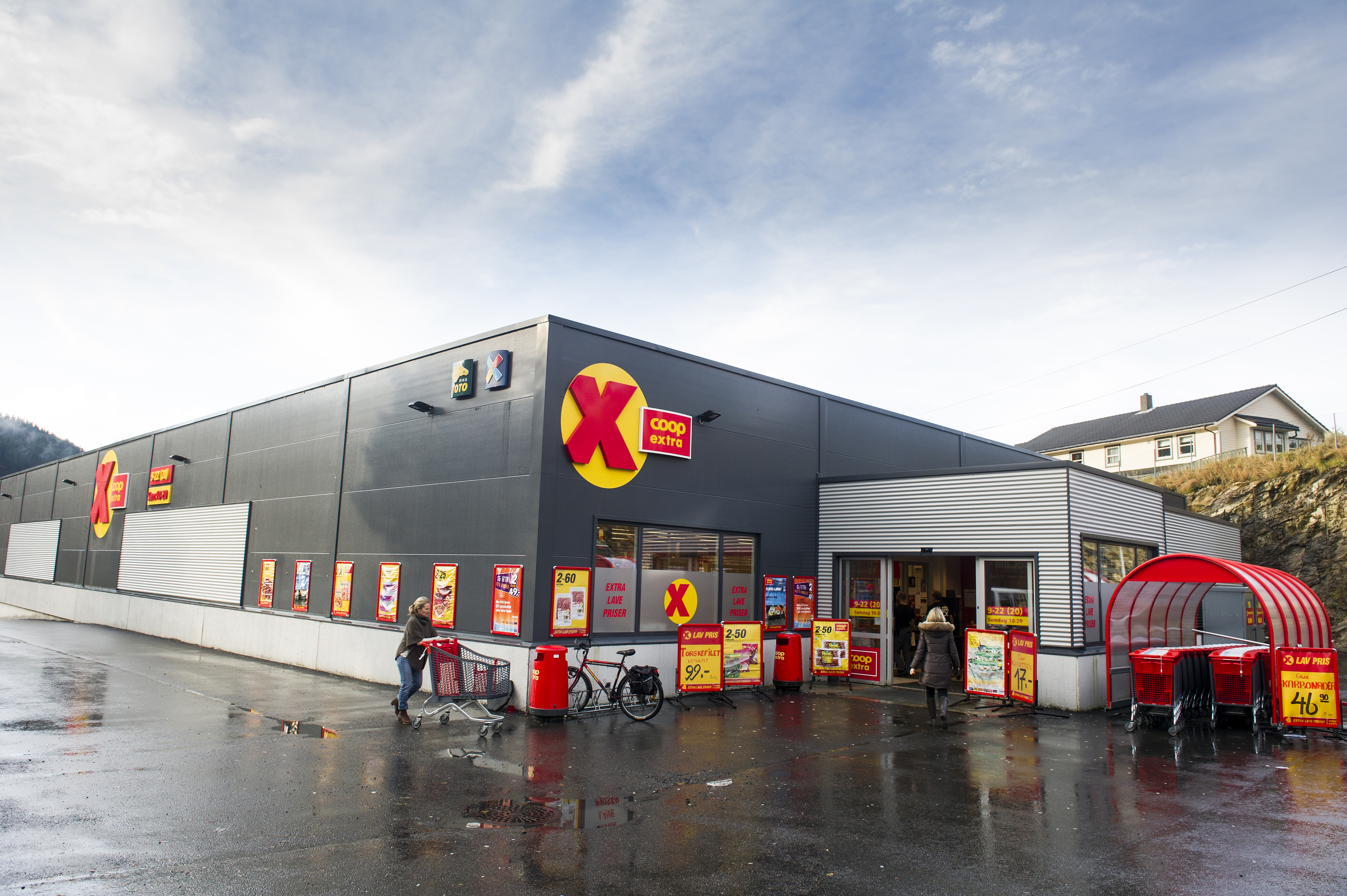
Coop Extra Fana i Bergen, 2012.

Extra (stiliserad som EXTRA) är en norsk dagligvarukedja med fokus på låga priser, den är en del av Coop Norge-kooperativet och erhöll namnet Coop Extra fram till 2015. Första butiken öppnades den 15 september 2006 i Halden.
Konceptet bygger på att sälja färskvaror och övriga varor till ett billigare pris. I ett pristest gjort av VG 2015 konstaterades det att Extra var den billigaste kedjan i Norge totalt sett, tätt följt av Rema 1000. Extra hade 400 butiker runt om i Norge (2018).
År 2014 hade Extra en nettoomsättning på 9,7 miljarder norska kronor. Kedjan växte totalt med över 104 procent året 2014.
Under 2019 ökade omsättningen till 26 miljarder norska kronor fördelat på totalt 478 butiker.
Den 19 juni 2008 blev kedjan svanenmärkt.